# チョ・ジョンソク
チョ・ジョンソク（朝: 조 정석、1980年12月26日 - ）は、韓国の俳優。ジャムエンターテインメント所属。

## 人物
1980年12月26日に大韓民国ソウルで生まれる。身長175cm、体重64kg、血液型AB型。ソウル傍花小学校、傍花中学校、空港高等学校、ソウル芸術大学演劇科中退。
大学浪人時代に父を亡くし、家計を支えなければならなかったため、生計維持困難者と判定され兵役免除を受けている。
2015年2月2日に歌手GUMMYとの熱愛報道を認めたのち、2018年6月22日に同年下半期に結婚することを発表し、10月8日に結婚した。
2020年8月には第1子となる長女が誕生している。

## 来歴

### 2004年 - 2010年
大学生の頃、複数の教授から「ミュージカルをしてみなさい」と勧められて、演技に興味を持ち始めてからはずっと映画俳優を目指していたが、大学時代にミュージカル関係者の目に留まり、2004年ミュージカル『くるみ割り人形』の脇役でデビューした。その後、主に劇場の舞台で活躍し、2005年に『グリース』、2006年には『壁を突き抜ける男』『風の王国』『ヘドウィグ』など20本以上のミュージカルや演劇作品に出演した。 2008年と2009年には『韓国ミュージカル大賞』で「男優新人賞」「助演男優賞」を受賞するなどその実力を認められ、「第2のチョ・スンウ」というニックネームを得て、ミュージカル界のスターとして定着した。
しかし彼の中の映画俳優への夢はおさまらず、キム・ヘスの弟キム・ドンヒョンとミュージカル『グリース』で共演した際、頻繁に劇場に訪れたキム・ヘスの提案により映画『浮気日和』のオーディションを受け、チョ・スンウの推薦で映画『GO GO 70s』のミーティングをする機会もあったが、残念ながら出演は実現しなかった。

### 2011年 - 2018年
2011年にキャンパスドラマ『What's Up』で欠点はあるが才能あふれるミュージカル学科の学生役でドラマデビューを果たした。撮影は2009年のミュージカル『春のめざめ』を終えた後に行われていたが、編成の都合で2011年の冬になってようやく放映された。また2011年1月にドリームスターエンターテイメントと専属契約を締結した。彼は「過去6年間演劇とミュージカルの舞台だけにこだわってきたが、今後は様々なジャンルの作品を通し挨拶したくて所属事務所の契約を結んだ。所属事務所の選択に満足して、これから大衆に身近で演技がうまい俳優に生まれ変わることができるよう努力する」とコメントした。
2012年、スクリーンデビュー作であり、その年の最高興行を記録した恋愛映画『建築学概論』に出演した。出演時間は短かったが、強く印象に残るキャラクターを作り出すと、 『青龍映画賞』と『今年の映画賞』で「新人男優賞」を受賞した。また、『建築学概論』では役作りのために体重を5kg以上増やしたが、同年のMBCドラマ『キング 〜Two Hearts』では謹厳な人物を演じるためにウエイトトレーニングと食事療法で体重を8kg減量した。姫を一途に愛する演技で好評を受け、『MBC演技大賞』と『百想芸術大賞』で「新人俳優賞」にノミネートされた。1年のうちに両極端で代表作となるような2つのキャラクターを作り出し、ドラマと映画からラブコールを受ける俳優に成長した。
2013年には映画『観相師』で初めての時代劇映画に出演した。優れた演技力で評論家の好評を受け、『大鐘賞』と『韓国映画評論家協会賞』で「助演男優賞」を受賞し演技派俳優としての地位を確立した。同年、KBSドラマ『最高です！スンシンちゃん』で初の主演を務めた。島の出身の元気少女スンシンがソウルでスターに成長していく過程が描かれたこの作品で、スンシンを最高のスターに育てようとする企画会社社長シン・ジュノ役を演じた。このドラマでは、『KBS演技大賞』で「長編ドラマ部門優秀演技賞」と「ベストカップル賞」を受賞した。
2014年2月14日には日本初のファンミーティング『Cho Jung Seok 1st Fanmeeting 2014 Sweet Valentine's Day ♥ ～ 最高だ、チョ・ジョンソク～』を開催した。
2015年2月、ドリームスターエンターテイメントとの契約を終了し、文化倉庫と専属契約を締結すると、ドラマ『ああ、私の幽霊さま』で艶感と優しさが共存するレストランのオーナーシェフのカン・ソヌを演じた。この作品は、恋愛に貪欲な幽霊に憑依された調理補助のナ・ボンソンとカン・ソヌが繰り広げるラブコメディであり、特有のしらじらしくリアルな演技に想像以上で完全に消化して「ロコキング(ロマンティックコメディー・キング)」という修飾語を得た。
2016年4月に公開された映画『時間離脱者』では結婚を控えた1983年の男性を演じた。また8月から放送されたドラマ『嫉妬の化身〜恋の嵐は接近中〜』に出演すると、『SBS演技大賞』で「ロマンチックコメディ部門最優秀演技賞」を受賞した。同年11月末に公開された映画『あの日、兄貴が灯した光』で、彼は不慮の事故に遭った弟を口実に仮釈放の機会を得た前科10犯の詐欺師役を演じた。また、当時同じ所属事務所だったチョン・ジヒョンが主演を務めたドラマ『青い海の伝説』にカメオ出演した。主人公と同じく人間の姿になっている人魚役で登場し、短い出演でも大きな存在感を見せて好評を得た。
2017年5月6日、7日には韓国で初のファンミーティング『The Room』を開催した。チケットは販売開始5分で売り切れた。続けて台湾、タイ、日本を巡るアジアファンミーティングツアーを行い、盛況に終えた。同年のMBCドラマ『トゥー・カップス〜ただいま恋が憑依中!?〜』では、熱血刑事と彼に憑依する詐欺師との1人2役を初めて演じ、 『MBC演技大賞』で「月火ドラマ部門最優秀演技賞」を受賞した。さらに、12月に公開された犯罪映画『麻薬王』で2年ぶりにスクリーンにカムバックした。1970年代の実話をもとにした作品で、伝説の麻薬王を追う検事キム・イング役を演じた。
2018年になると、サスペンスアクション映画『スピード・スクワッド ひき逃げ専門捜査班』で初めて悪役に挑戦した。彼は製作報告会で「初めての悪役だ。私には新たな挑戦だったので本当に良かった。」と語った。またtvNドラマ『知ってるワイフ』にカメオ出演した。

### 2019-現在
2018年2月に文化倉庫と契約を終了し、2019年3月に新生の企画会社ジャムエンターテインメントと専属契約を締結すると、歴史ドラマ『緑豆の花』で悪名高いペク家の長男を演じ、毎回完璧な方言と高い演技力を披露し大好評を受けた。このドラマで『SBS演技大賞』で「中編ドラマ部門最優秀演技賞」を受賞した。その年の7月末に公開されたアクション映画『EXIT イグジット』では942万人を動員し、自身の主演映画で最高の興行収入記録を樹立した。
2020年-2021年には2シーズンにわたって医療ドラマ『賢い医師生活』で肝胆膵外科助教授イ・イクジュンを演じた。この作品は胸温まるヒューマンストーリーでシーズン1最終回で視聴率14.1％を記録、シーズン2も最高視聴率17.4％を獲得するなど大ヒットとなった。また劇中で歌唱したOST「アロハ」が公開から1ヶ月後も音楽配信チャートで上位をキープするなど劇中の音楽も注目された。
2024年の3～6月には8年ぶりとなるミュージカル『ヘドウィグ』で主演を務めた。また9月には、すべての曲の作詞・作曲・プロデュースに参加した1stフルアルバム『チョ・ジョンソク』を発売し歌手デビューを果たした。またこのアルバム制作などデビュープロジェクトの模様は、Netflixにて『新人歌手チョ・ジョンソク』というリアリティ番組として配信された。

## 出演

### テレビドラマ
- What's Up（朝鮮語版）（2011年-2012年、MBN） - キム・ビョンゴン役
- キング 〜Two Hearts（2012年、MBC） - ウン・シギョン役[43]
- 最高です! スンシンちゃん（2013年、KBS） - シン・ジュノ役
- ああ、私の幽霊さま（2015年、tvN） - カン・ソヌ役[44]
- 嫉妬の化身〜恋の嵐は接近中〜（2016年、SBS） - イ・ファシン役[45]
- 青い海の伝説（2016年-2017年、SBS） 7、8話 - ユ・ジョンフン役 ※カメオ出演[46]
- トゥー・カップス〜ただいま恋が憑依中!?〜（2017年-2018年、MBC） - チャ・ドンタク役[47]
- 知ってるワイフ（2018年、tvN）15話 - エドワード・カン（カン・ソヌ）役 ※カメオ出演
- 緑豆の花（2019年、SBS） - ペク・イガン役[48]
- 賢い医師生活（2020年、tvN） - イ・イクジュン役[49]
- 賢い医師生活2（2021年、tvN） - イ・イクジュン役
- 魅惑の人（2024年、tvN） - イ・イン（チナン大君）役
- いつかは賢いレジデント生活（2025年、tvN） - イ・イクジュン役 ※カメオ出演
- 弱いヒーロー（2025年、Netflix）-会長※カメオ出演

### 映画
- 建築学概論（2012年）
- 救国の鋼鉄隊列（2012年）[50]
- 観相師 -かんそうし-（2013年）[51]
- 王の涙 -イ・サンの決断-（2014年）[52]
- 私の愛、私の花嫁（朝鮮語版）（2014年）[53]
- 造られた殺人（2015年）[54]
- 時間離脱者（朝鮮語版）（2016年）[55]
- あの日、兄貴が灯した光（2016年）[56]
- 麻薬王（2018年）[57]
- スピード・スクワッド ひき逃げ専門捜査班（2019年）[58]
- EXIT イグジット（2019年）[59]
- パイロット（2024年）[60]
- 大統領暗殺裁判 16日間の真実（2024年）[61]
- ゾンビになってしまった私の娘 [41]

### バラエティ
- 花より青春（朝鮮語版）３ アイスランド編（2016年、tvN）[62]
- 賢いキャンピング生活（2021年、YouTube）[63]
- 賢い山村生活（2021年、tvN）[64]
- SNL KOREA（2021年、COUPANG PLAY）[65][66]
- 新人歌手チョ・ジョンソク（2024年、Netflix）

## イベント

### ファンミーティング
| 年度 | 題名                                                                                    | 開催日          | 開催国 | 参考   |
| ---- | --------------------------------------------------------------------------------------- | --------------- | ------ | ------ |
| 2014 | Cho Jung Seok 1st Fanmeeting 2014 Sweet Valentine's Day ♥ ～ 最高だ、チョ・ジョンソク～ | 2月14日         | 日本   | [ 67 ] |
| 2017 | THE Room                                                                                | 5月6日 - 5月7日 | 韓国   | [ 68 ] |
| 2017 | THE Room                                                                                | 6月11日         | 台湾   | [ 69 ] |
| 2017 | THE Room                                                                                | 7月2日          | タイ   | [ 70 ] |
| 2017 | 2017 CJS ASIA TOUR “The Room” in Tokyo                                                  | 7月8日          | 日本   | [ 71 ] |

## ディスコグラフィー

### シングル
| No. | タイトル                          | 収録曲                                                                              | 備考                         |
| --- | --------------------------------- | ----------------------------------------------------------------------------------- | ---------------------------- |
| 1st | Gimme a Chocolate (2015年8月28日) | 1. Gimme a Chocolate 2. Gimme a Chocolate (Drama ver.) 3. Gimme a Chocolate (Inst.) | tvN「ああ、私の幽霊さま」OST |

### アルバム
| No. | タイトル                        | 収録曲 | 備考          |
| --- | ------------------------------- | --- | ------------- |
| 1st | チョ・ジョンソク (2024年9月9日) | 1. Champagne 2. Aurora 3. Loving, for you(ミディアムの定石) 4. Like a movie, like music(With. Dynamic Duo) 5. 東部の男 6. First Hello(Duet. GUMMY) 7. ゆっくり行こう 8. Champagne(INST) 9. 色褪せた写真の中のあなた(With. GUMMY) | [ 42 ] [ 72 ] |

### OST
- 「완전 사랑해요」- SBS「最高です! スンシンちゃん」OST Part.3（2013年6月28日）
- 「예쁘다송」- SBS「最高です! スンシンちゃん」OST（未発売曲）（2013年）チョ・ジョンソク、IU
- 「나의 사랑 나의 신부 - 커플송」- 映画「私の愛、私の花嫁」OST（2014年10月17日）チョ・ジョンソク、シン・ミナ
- 「걱정 말아요 그대」- 映画「あの日、兄貴が灯した光」OST（2016年11月24日）チョ・ジョンソク、D.O.
- 「아로하 (Aloha)」- tvN「賢い医師生活」OST Part.3（2020年3月27日）
- ｢좋아좋아(I Like You)｣ - tvN「賢い医師生活2」OST Part.5（2021年7月16日）

## 雑誌
- 「In Style」2012年5月号[73]
- 「HIGH CUT」2013年2月号[74]
- 「CeCi」2013年9月号[75]
- 「GEEK」2015年10月号[76]
- 「allure KOREA」2016年12月号[77]
- 「Esquire」2017年1月号[78]
- 「韓国ぴあ」2017年6月号[79]
- 「BAZAAR」2017年12月号[80]
- 「HIGH CUT」2019年8月号[81]

## 賞とノミネート
| 年度 | 賞                                 | カテゴリー                     | 作品                                     | 結果       | 参考    |
| ---- | ---------------------------------- | ------------------------------ | ---------------------------------------- | ---------- | ------- |
| 2008 | 第14回韓国ミュージカル大賞         | 新人賞                         | 私の心の中のオルガン                     | 受賞       |         |
| 2009 | 第3回ミュージカルアワード          | 最優秀俳優賞                   | 宮廷女官チャングムの誓い                 | ノミネート |         |
| 2009 | 第15回韓国ミュージカル大賞         | 最優秀助演男優賞               | 春のめざめ                               | 受賞       |         |
| 2010 | 第4回ミュージカルアワード          | 最優秀助演男優賞               | 春のめざめ                               | 受賞       |         |
| 2012 | 第6回Mnet20's Choice Awareds       | 20代の急成長俳優賞             | 建築学概論、キング 〜Two Hearts          | 受賞       |         |
| 2012 | 第21回釜山映画祭                   | 新人賞                         | 建築学概論                               | ノミネート |         |
| 2012 | 第49回大鐘賞                       | 最優秀助演男優賞               | 建築学概論                               | ノミネート | [ 82 ]  |
| 2012 | 第33回青龍映画賞                   | 新人賞                         | 建築学概論                               | 受賞       | [ 83 ]  |
| 2012 | 第20回韓国文化娯楽賞               | 新人賞                         | 建築学概論                               | 受賞       |         |
| 2012 | 第5回スタイルアイコン賞            | 新しいアイコン                 | N/A                                      | 受賞       | [ 84 ]  |
| 2012 | 第5回コリアドラマアワード          | 新人賞                         | キング～Two Hearts                       | ノミネート |         |
| 2012 | MBC演技大賞                        | 新人賞                         | キング～Two Hearts                       | ノミネート | [ 85 ]  |
| 2013 | 第49回百想芸術大賞                 | テレビ部門最優秀新人賞         | キング～Two Hearts                       | ノミネート |         |
| 2013 | 第4回コリア映画祭                  | 新人賞                         | 建築学概論                               | 受賞       |         |
| 2013 | 第50回大鐘賞                       | 最優秀助演男優賞               | 観相師 -かんそうし-                      | 受賞       | [ 86 ]  |
| 2013 | 第33回韓国映画評論家協会賞         | 最優秀助演男優賞               | 観相師 -かんそうし-                      | 受賞       | [ 87 ]  |
| 2013 | 第34回青龍映画賞                   | 最優秀助演男優賞               | 観相師 -かんそうし-                      | ノミネート | [ 88 ]  |
| 2013 | 第13回韓国世界青年映画祭           | 新人賞                         | 観相師 -かんそうし-                      | 受賞       |         |
| 2013 | KBS演技大賞                        | 優秀俳優賞                     | 最高です！スンシンちゃん                 | 受賞       | [ 89 ]  |
| 2013 | KBS演技大賞                        | ベストカップル賞 with IU       | 最高です！スンシンちゃん                 | 受賞       |         |
| 2014 | 第9回マックス映画賞                | 最優秀助演男優賞               | 観相師 -かんそうし-                      | ノミネート |         |
| 2014 | 第14回韓国世界青年映画祭           | 人気賞                         | 私の愛、私の花嫁                         | 受賞       |         |
| 2015 | 第8回コリアドラマアワード          | 優秀俳優賞                     | ああ、私の幽霊さま                       | ノミネート |         |
| 2015 | 第4回APANスターアワード            | ミニシリーズ部門優秀俳優賞     | ああ、私の幽霊さま                       | ノミネート |         |
| 2016 | tvN10アワード                      | ロマンティックコメディ王       | ああ、私の幽霊さま                       | ノミネート |         |
| 2016 | tvN10アワード                      | 二つ星賞                       | ああ、私の幽霊さま                       | 受賞       |         |
| 2016 | tvN10アワード                      | ベストキス賞 with パク・ボヨン | ああ、私の幽霊さま                       | 6位        |         |
| 2016 | 第7回大韓民国大衆文化芸術賞        | 文化大臣賞                     | N/A                                      | 受賞       | [ 90 ]  |
| 2016 | 第36回韓国映画俳優協会             | 韓国のトップスター             | あの日、兄貴が灯した光                   | 受賞       |         |
| 2016 | SBS演技大賞                        | 大賞                           | 嫉妬の化身                               | ノミネート | [ 91 ]  |
| 2016 | SBS演技大賞                        | 最優秀俳優賞                   | 嫉妬の化身                               | 受賞       |         |
| 2016 | SBS演技大賞                        | トップ10スター賞               | 嫉妬の化身                               | 受賞       | [ 92 ]  |
| 2017 | 第53回百想芸術大賞                 | テレビ部門最優秀俳優賞         | 嫉妬の化身                               | ノミネート | [ 93 ]  |
| 2017 | MBC演技大賞                        | 大賞                           | トゥー・カップス〜ただいま恋が憑依中!?〜 | ノミネート | [ 94 ]  |
| 2017 | MBC演技大賞                        | 今年のドラマ                   | トゥー・カップス〜ただいま恋が憑依中!?〜 | ノミネート |         |
| 2017 | MBC演技大賞                        | 月火ドラマ部門最優秀俳優賞     | トゥー・カップス〜ただいま恋が憑依中!?〜 | 受賞       |         |
| 2018 | 第6回APANスターアワード            | ミニシリーズ部門最優秀俳優賞   | トゥー・カップス〜ただいま恋が憑依中!?〜 | ノミネート |         |
| 2019 | 第12回コリアドラマアワード         | 大賞                           | 緑豆の花                                 | ノミネート |         |
| 2019 | 第40回青龍映画賞                   | 最優秀俳優賞                   | EXIT イグジット                          | ノミネート | [ 95 ]  |
| 2019 | SBS演技大賞                        | 最優秀俳優賞                   | 緑豆の花                                 | 受賞       | [ 96 ]  |
| 2020 | 第25回春史映画芸術賞               | 最優秀俳優賞                   | EXIT イグジット                          | ノミネート |         |
| 2020 | 第56回百想芸術大賞                 | 映画部門最優秀俳優賞           | EXIT イグジット                          | ノミネート | [ 97 ]  |
| 2020 | 韓国ファーストブランド賞           | 男性のモデル                   | N/A                                      | 受賞       |         |
| 2020 | 今年のブランド大賞                 | 今年の男優賞                   | N/A                                      | 受賞       | [ 98 ]  |
| 2020 | 今年のブランド大賞                 | 今年のOST賞                    | N/A                                      | 受賞       |         |
| 2020 | 第18回ブランドオブザイヤーアワード | 最優秀主演男優賞               | 賢い医師生活                             | 受賞       |         |
| 2020 | 第18回ブランドオブザイヤーアワード | 今年のOST賞                    | 賢い医師生活                             | 受賞       |         |
| 2020 | 第7回APANスターアワード            | 大賞                           | 賢い医師生活                             | ノミネート |         |
| 2020 | 第7回APANスターアワード            | 俳優部門人気スター賞           | 賢い医師生活                             | ノミネート |         |
| 2020 | 第22回Mnet Asian Music Awards      | 最優秀OST賞                    | 賢い医師生活                             | ノミネート |         |
| 2020 | 第22回Mnet Asian Music Awards      | 年間最優秀曲                   | 賢い医師生活                             | ノミネート |         |
| 2020 | Melon Music Awareds                | 最優秀OST賞                    | 賢い医師生活                             | 受賞       | [ 99 ]  |
| 2020 | Melon Music Awareds                | ホットトレンドアワード         | 賢い医師生活                             | ノミネート |         |
| 2020 | 第3回Geenie Music Awareds          | ベストOST賞                    | 賢い医師生活                             | 受賞       |         |
| 2020 | ウーマンセンス2020ドラマ賞         | 最優秀俳優賞                   | 賢い医師生活                             | 受賞       |         |
| 2020 | 第5回アジアアーティストアワード    | 人気俳優賞                     | N/A                                      | ノミネート |         |
| 2021 | 第35回ゴールデンディスクアワード   | ベストOST賞                    | 賢い医師生活                             | 受賞       | [ 100 ] |
| 2021 | 第30回ソウル歌謡大賞               | ベストOST賞                    | 賢い医師生活                             | 受賞       | [ 101 ] |
| 2024 | 第15回大韓民国大衆文化芸術賞       | 大統領表彰                     | N/A                                      | 受賞       | [ 41 ]  |